# 石狩市が運行するバス
石狩市が運行するバスについては、この記事で述べる。

## 概要
石狩市が運行するバスの中には、一般利用者が利用可能な路線がある。これらの多くは、北海道中央バスが運行する路線が廃止されたことに伴い運行されているものである（廃止代替バス）。これらは、公的にも「市バス」という語で呼ばれている場合がある。この他各地区でスクールバスが運行されている。
いずれも、市が保有する車両を用いて運行されている。ただし実際のバス運行者は地区・路線ごとに異なる（後述）。

## （旧）石狩市内
旧石狩市内では、石狩中学校や石狩小学校などの旧市街地エリアや、生振小学校から花川を循環してくるスクールバスを運行している。

## 厚田区
厚田区ではスクールバスや地区内各施設への送迎バスが運行されている。
厚田区中心部の厚田中学校から、道道月形厚田線を通って東部の発足（はったり）地区を結ぶ路線は、北海道中央バスの路線の廃止代替で、一般利用できる路線となっている（スクールバスも兼ねる）。
また厚田区内のスクールバスの一部は、事前予約がある場合には一般利用者も利用可能となっている。。

## 浜益区
浜益区では、2007年4月1日の空知中央バス 撤退に伴い、「浜益スクールバス」「浜益滝川間乗合自動車」の運行を開始した。また2016年4月1日より、北海道中央バス（札幌浜益線）の廃止に伴い「浜益厚田間乗合自動車」の運行を開始した。
いずれも土日祝・年末年始運休。

### 浜益スクールバス
- 一般利用者も利用可能で、また登校時間帯以外にも1日1往復運行される（曜日によって、浜益区北部・南部・東部のどれかへ向かう）。また、学校の長期休業期間も（平日であれば）運行される[5]。
- 国道上など一部を除き、フリー乗降制を採用する。
- 一部の地区からは利用時に予約が必要。
- 運行委託先は 北海道東急ビルマネジメント（じょうてつの関連会社）。

### 浜益滝川間乗合自動車
自家用自動車（市有自動車）の使用による有償旅客運送である（道路運送法78条に基づく。自家用有償旅客運送も参照）。
車両は9人乗りのワゴン車を利用する。運行委託先は 北星交通（滝川市のタクシー会社）。運行開始当初は、同じく滝川市のタクシー会社であるふじ交通に運行を委託していた。2008年3月に同社が休業したことに伴い、一時石狩市直接の運行となり、後に北星交通への委託が開始された。
1日1往復のみ運行で、朝に浜益を出発して滝川市に向かい、昼に滝川市を出て浜益へ向かう。
- 浜益では、利用者宅まで送迎となる。
- 新十津川町の国道451号沿線（幌加地区）からも利用できる。ただし、空席がある場合に限られる[8]。また、同地区から浜益方面への利用はできない。
- 滝川では市内中心部（滝川駅・滝川市立病院など）を巡回する。以前は滝川駅ではなく北海道中央バス滝川ターミナルに乗り入れていたものの、2018年4月1日より滝川駅前への乗り入れに変更している[6]（なお同日をもって北海道中央バスが滝川ターミナルの利用を終了し、滝川駅前への乗り入れに変更している。北海道中央バス滝川ターミナルを参照）。

2007年度で1日平均10.6人の利用実績があり、滝川市内への通院目的が多いという。

### 浜益厚田間乗合自動車
- 予約制（乗降地も予約による）。浜益区内全域と厚田区濃昼・安瀬・あいろーど厚田・厚田支所で利用可能。浜益区内のみの移動にも利用できる。一部の便は利用条件を限定している（「浜益区内発・厚田支所行」など）。
- 運行委託先は 北海道東急ビルマネジメント（じょうてつの関連会社）。